# ماكولة
ماكولة (بالإنجليزية: Makuleh)‏ هي قرية تقع في قسم كناررودخانه الريفي في إيران. يقدر عدد سكانها بـ 78 نسمة بحسب إحصاء 2016.